# Stade de Roudourou
Le stade municipal de Roudourou est un stade situé à Guingamp. Il accueille les matchs à domicile de l'équipe de football d'En avant Guingamp.
Il est situé dans le quartier d'où il tire son nom. L’appellation Roudourou provient du breton roudour signifiant « gué », dont il est le pluriel. En effet, d'après des plans de 1778, à cet endroit se rejoignaient trois ruisseaux qui se jetaient dans le Trieux. Un seul subsiste à ce jour (les berges sont encore accessibles derrière la tribune Super U).
À la suite des travaux réalisés lors de l'été 2018, il a une capacité de 18 462 places, soit plus du double de la population guingampaise. Il reste environ 1 500 places debout, et donc autour de 17 500 places assises. Ce dernier dispose désormais de la licence UEFA. C'est pour cette raison que le Stade brestois utilise ce stade pour disputer la phase de championnat de la Ligue des champions durant la saison 2024-2025.

## Histoire

### Le quartier de Roudourou avant le stade (avant 1990)

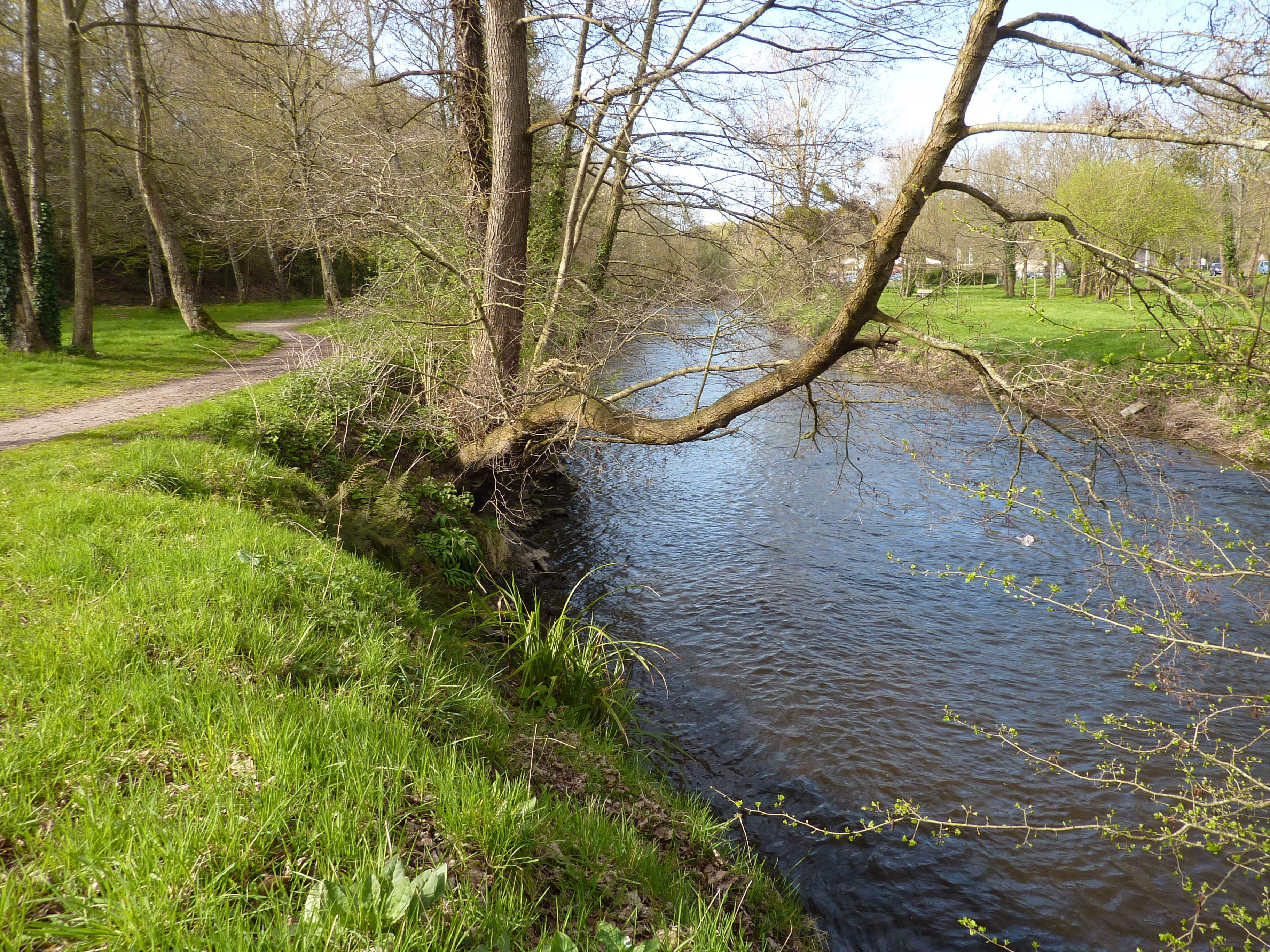
Les bords du Trieux, à quelques centaines de mètres du stade.

Jusqu'à la fin des années 1950, le lieu-dit Roudourou, au nord-ouest de la commune de Guingamp, à quelques centaines de mètres du centre-ville, est quasi entièrement occupé par des parcelles agricoles au bord du Trieux. C'est alors que la municipalité décide de racheter la seule ferme du secteur et les terrains alentour afin d'y construire un lotissement. Au sein de ce nouveau quartier, est aménagé un terrain de football, entouré d'une piste d'athlétisme en cendrée. Dans les années 1970, il arrive qu'En avant Guingamp joue certains matchs sur ce terrain. Mais son stade habituel est situé sur les hauteurs de la ville, dans le quartier de Montbareil (commune de Pabu).
La construction du stade de Roudourou est décidée à la fin des années 1980, à l'initiative de Noël Le Graët, président d'En avant. Le stade de Montbareil est alors devenu trop vétuste pour accueillir des matchs de football professionnel.

### La naissance du stade de Roudourou (1990)
En 1989, les travaux sont lancés à l'emplacement du terrain de football de Roudourou, avec l'élévation de la tribune présidentielle et de la tribune d'honneur. L'inauguration du nouveau stade de Roudourou a lieu le 21 janvier 1990 avec la réception du Paris Saint-Germain avec comme capitaine Gilles Rolland. La capacité du stade se monte alors à 12 000 places. Une seule tribune, la Présidentielle, est équipée de places assises. En face, la tribune Honneur est aménagée en gradins couverts. Derrière les buts, un côté est composé de gradins découverts, l'autre n'est qu'une butte en herbe sans aucun aménagement.

### La phase Roudourou 1  (1997-2007)

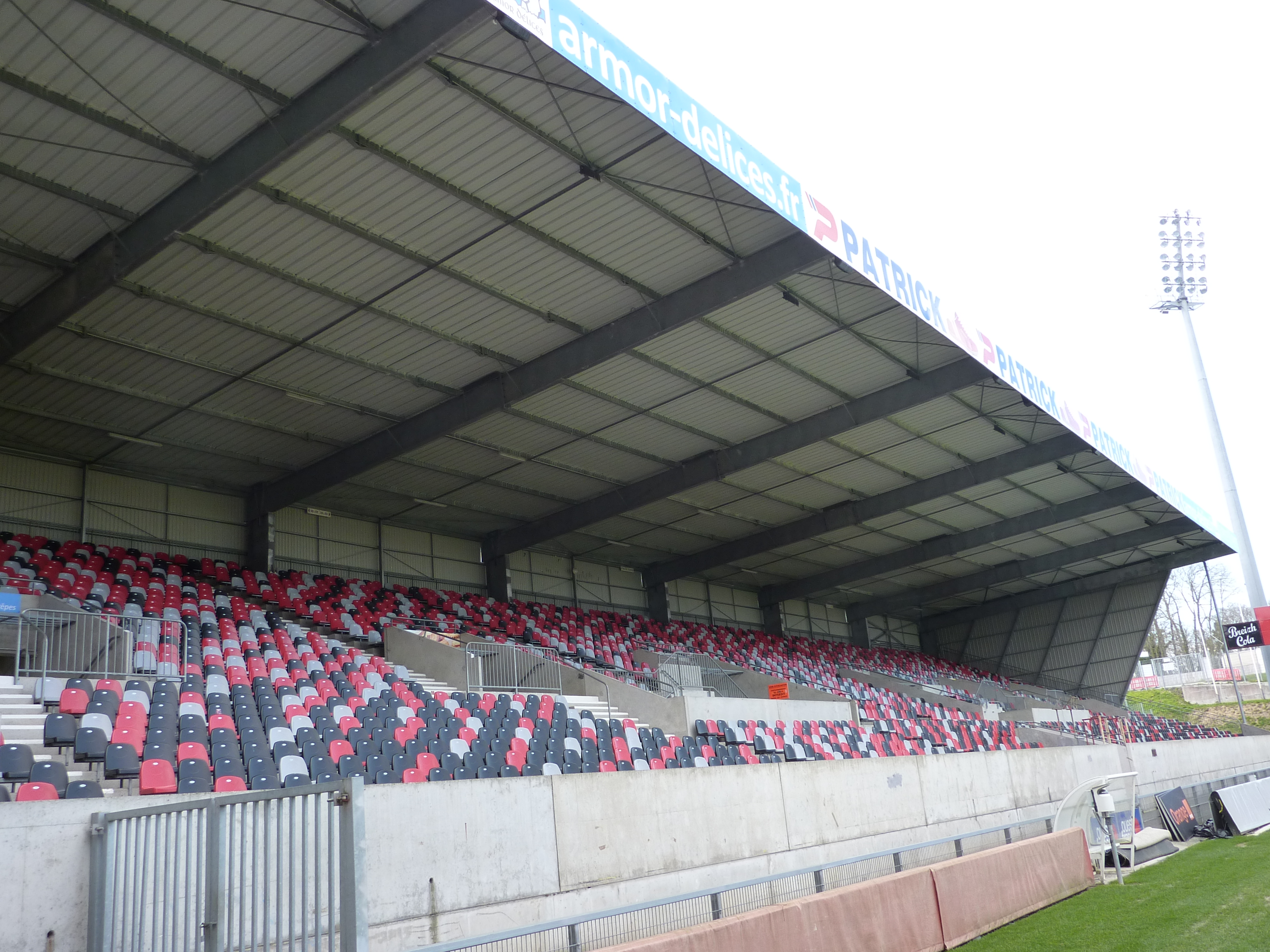
La tribune Ouest (celle où prennent place les groupes de supporters) a été construite en 1997 à la place d'une butte en herbe.

Une première vague de travaux de rénovation est conduite en 1997, durant laquelle des tribunes sont construites derrière les buts. Ces tribunes Ouest et Est sont de capacité identique, mais la première est équipée d'un toit. La capacité est alors portée à 18 040 places (16 540 places assises, dont 12 730 couvertes).

### La phase Roudourou 2 (2007-2014)
Une seconde vague de travaux est lancée en 2007, afin d'installer un toit sur la tribune Est et sur la tribune destinée aux supporters visiteurs, créer des loges dans la tribune Honneur, rénover les vestiaires des équipes et des arbitres, agrandir la salle de presse, mettre aux normes les éclairages et construire un bâtiment destiné à accueillir des événements annexes.

### La phase Roudourou 3 (2014-2018)
Une troisième vague de travaux a été effectuée en août et septembre 2014 à la suite de la qualification de Guingamp pour la phase de poule de la Ligue Europa. Tous les sièges sont désormais munis de dossier et sont de couleurs rouges, noirs et gris. L'éclairage a également été mis aux normes européennes pour atteindre 2400 lux avec 80 projecteurs supplémentaires au-dessus des tribunes Présidentielle et Super U (ancienne Honneur).

### La phase Roudourou 4 (2018-2019)
Dans la droite ligne de sa politique ambitieuse et volontariste, le club annonce une nouvelle vague de travaux dans son stade de Roudourou, au cours de l'été 2018.
Modernisation et extension de la Tribune U, fermeture des angles avec les Tribunes Patrick et CMB, nouveau PC sécurité, autant de réalisations nouvelles qui viendront compléter et embellir le Roudourou actuel, pour offrir à son fidèle public toujours plus de confort et une qualité de spectacle renforcée.
À noter, que grâce à sa gestion rigoureuse et saine, la société anonyme En avant de Guingamp peut financer cet investissement sur ses fonds propres à plus de 90%.

### La phase Roudourou 5 (2025-2026)
La toiture de la tribune présidentielle du stade du Roudourou, nécessite une réfection. Un projet initial avait été prévu, mais il a été revu et ajusté en raison de contraintes budgétaires.
Nouvelle planification :
- Travaux de toiture reportés à l’été 2026

Le chantier principal, portant sur la rénovation complète de la toiture de la tribune présidentielle, est désormais prévu pour l’été 2026, soit un décalage d’un an par rapport au calendrier initial.
- Interventions maintenues dès l’été 2025

Malgré le report de la toiture, deux éléments seront renouvelés dès cet été : La sonorisation du stade et l’installation d’un écran géant

## Tribunes

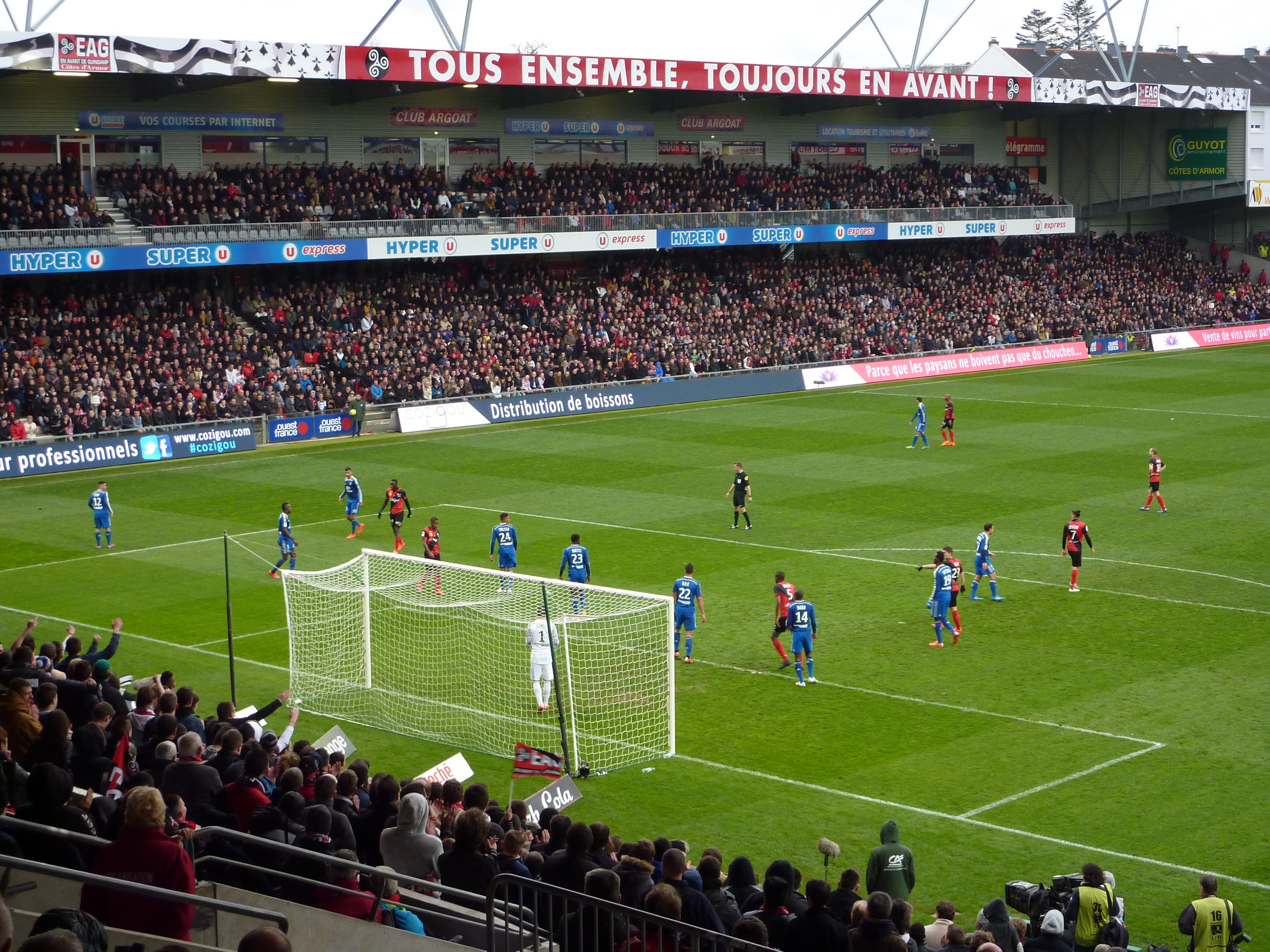
Vue depuis la tribune Ouest pendant le match Guingamp-Lyon, le 4 avril 2015 (au second plan, la tribune Super U).

Le stade est composé de quatre tribunes :
- Les deux tribunes, derrière les buts : à l'ouest, la tribune Umbro où se logent les groupes de supporters : le Kop Rouge, les Red Boys, le Breizh Izel Kop et l'Armoric Clan ; à l'est, la tribune Crédit Mutuel de Bretagne.
- Sur les longueurs : au sud, la tribune Présidentielle en partie haute, et la tribune Réservée en partie basse ; au nord, la tribune Super U (anciennement tribune Honneur) en partie basse, et le club Argoat (réservé aux partenaires) en partie haute.
- Deux angles sur quatre sont fermés : entre la Présidentielle et la tribune Ouest (Umbro) ; entre la Super U et la tribune Est (Crédit Mutuel), partie intégralement réservée aux supporters visiteurs.

## Matchs internationaux
Le stade accueille pour la première fois l'Équipe de France de football, le samedi 10 octobre 2009, lors du match contre les îles Féroé, comptant pour les éliminatoires de la Coupe du monde 2010. Les Bleus l'emportent 5-0.
| Date            | Compétition                       | Équipe 1 | Équipe 2   | Score | Affluence |
| --------------- | --------------------------------- | -------- | ---------- | ----- | --------- |
| 10 octobre 2009 | Éliminatoires Coupe du monde 2010 | France   | Îles Féroé | 5 - 0 | 16 755    |
| 11 octobre 2018 | Amical                            | France   | Islande    | 2 - 2 | 18 221    |

Le samedi 15 septembre 2012, le stade de Roudourou accueille l'Équipe de France de football féminin, lors du match contre l'Irlande, comptant pour les éliminatoires du Championnat d'Europe de football féminin 2013. Les Bleues l'emportent 4-0.
| Date              | Compétition                             | Équipe 1 | Équipe 2       | Score | Affluence |
| ----------------- | --------------------------------------- | -------- | -------------- | ----- | --------- |
| 15 septembre 2012 | Éliminatoires Championnat d'Europe 2013 | France   | Irlande        | 4 - 0 | 10 284    |
| 27 novembre 2020  | Éliminatoires Championnat d'Europe 2021 | France   | Autriche       | 3 - 0 | Huis clos |
| 30 novembre 2021  | Éliminatoires Coupe du monde 2023       | France   | pays de Galles | 2 - 0 | 8 123     |

Le jeudi 12 novembre 2015, c'est au tour de l'Équipe de France espoirs masculine de disputer un match officiel à Roudourou. Dans le cadre des éliminatoires du l'Euro 2017, les Bleuets reçoivent leurs homologues d'Irlande du Nord et l'emportent 1-0.
| Date             | Compétition                       | Équipe 1 | Équipe 2        | Score | Affluence |
| ---------------- | --------------------------------- | -------- | --------------- | ----- | --------- |
| 12 novembre 2015 | Éliminatoires Coupe d'Europe 2017 | France   | Irlande du Nord | 1 - 0 | 9 242     |

Par ailleurs, Guingamp a également accueilli deux sélections nationales pour des matchs amicaux : l'Iran le 17 mars 1998 (victoire guingampaise, 1-0), puis le Sénégal le 28 avril 2004 (victoire sénégalaise, 1-0).

## Autres matchs

### Matchs de l'Union sportive concarnoise
Le stade accueille le club de l'US Concarneau dans le cadre du championnat de Ligue 2, en raison de l’indisponibilité de leur stade habituel, Guy Piriou, étant en réfection.
| Date              | Compétition            | Équipe 1      | Équipe 2  | Score | Affluence |
| ----------------- | ---------------------- | ------------- | --------- | ----- | --------- |
| 5 août 2023       | 1re journée de Ligue 2 | US Concarneau | SC Bastia | 0 - 0 | 1 875     |
| 2 septembre 2023  | 5e journée de Ligue 2  | US Concarneau | FC Annecy | 1 - 1 | 922       |
| 28 novembre 2023* | 13e journée de Ligue 2 | US Concarneau | Pau FC    | 1 - 2 | 690       |

*Initialement prévu au Stade Francis-Le Blé de Brest le 4 novembre 2023, le match est reporté en raison de la tempête Ciarán qui a dégradé le stade, principalement la tribune Foucauld où siègent les supporters concarnois.

### Matchs du Stade brestois en Ligue des Champions
Le stade accueille le club du Stade brestois 29 dans le cadre de la Ligue de champions en raison de la non conformité du stade Francis Le Blé par l'UEFA pour la saison 2024-2025. L'annonce a été accueilli froidement par les supporters de Guingamp, rivaux historique du Stade brestois. L'autre stade envisagé était le Roazhon Park à Rennes.
| Date              | Compétition                                          | Équipe 1          | Équipe 2            | Score | Affluence |
| ----------------- | ---------------------------------------------------- | ----------------- | ------------------- | ----- | --------- |
| 19 septembre 2024 | Ligue des Champions - Phase de ligue - J1            | Stade brestois 29 | SK Sturm Graz       | 2 - 1 | 14 518    |
| 23 octobre 2024   | Ligue des Champions - Phase de ligue - J3            | Stade brestois 29 | Bayer 04 Leverkusen | 1 - 1 | 15 510    |
| 10 décembre 2024  | Ligue des Champions - Phase de ligue - J6            | Stade brestois 29 | PSV Eindhoven       | 1 - 0 | 15 778    |
| 29 janvier 2025   | Ligue des Champions - Phase de ligue - J8            | Stade brestois 29 | Real Madrid         | 0 - 3 | 15 405    |
| 11 février 2025   | Ligue des Champions - Barrages à élimination directe | Stade brestois 29 | Paris Saint-Germain | 0 - 3 | 15 831    |

### Coupe de France
| Date             | Tour                                                      | Équipe 1                   | Équipe 2                    | Score | Affluence |
| ---------------- | --------------------------------------------------------- | -------------------------- | --------------------------- | ----- | --------- |
| 5 janvier 2019   | 32e de finale de la Coupe de France de football 2018-2019 | Stade Pontivyen (N3)       | EA Guingamp (L1)            | 2 - 4 | 7 900     |
| 8 janvier 2023   | 32e de finale de la Coupe de France de football 2022-2023 | Lannion Football Club (N3) | Toulouse Football Club (L1) | 1 - 7 | 6 300     |
| 30 novembre 2024 | 8e tour de la Coupe de France de football 2024-2025       | AS Ginglin-Cesson (R1)     | FC Rouen 1899 (N1)          | 0 - 3 | 2 024     |

## Evènements
- Trophée des championnes 2019, le 21 septembre 2019, l'Olympique lyonnais face au Paris Saint-Germain.

## Affluences

### Records d'affluence
| Rang | Spectateurs | Compétition (Tour) | Rencontre                            | Date             |
| ---- | ----------- | ------------------ | ------------------------------------ | ---------------- |
| 1    | 19 003      | Ligue 1            | EA Guingamp - Paris SG               | 18 août 2018     |
| 2    | 18 457      | Ligue 1            | EA Guingamp - Olympique de Marseille | 11 mai 2018      |
| 3    | 18 378      | Ligue 1            | EA Guingamp - Paris SG               | 13 août 2017     |
| 4    | 18 363,     | Ligue 1            | EA Guingamp - Paris SG               | 9 avril 2016     |
| 5    | 18 208      | Ligue 2            | EA Guingamp - Dijon FCO              | 24 mai 2013      |
| 6    | 18 164      | Ligue 1            | EA Guingamp - Olympique de Marseille | 20 avril 2019    |
| 7    | 18 092      | Ligue 1            | EA Guingamp - Olympique de Marseille | 11 août 2013     |
| 8    | 18 033      | Ligue 1            | EA Guingamp - Paris SG               | 17 décembre 2016 |
| 9    | 18 031      | Ligue 1            | EA Guingamp - Toulouse Football Club | 10 mai 2014      |
| 10   | 18 022      | Ligue 1            | EA Guingamp - Olympique de Marseille | 28 août 2015     |
| 11   | 18 002      | Ligue 1            | EA Guingamp - Olympique de Marseille | 2 août 2003      |
| 12   | 18 001      | Ligue 1            | EA Guingamp - AS Monaco              | 20 mai 2003      |
| 13   | 18 000,     | Coupe de France    | GSI Pontivy - AS Monaco              | 4 mars 2000      |
| 14   | 17 990      | Coupe de France    | US Langueux - Paris SG               | 8 janvier 2005   |
| 15   | 17 943      | Ligue 1            | EA Guingamp - Paris SG               | 21 février 1998  |
| 16   | 17 758      | Ligue 1            | EA Guingamp - Le Havre AC            | 25 avril 1998    |
| 17   | 17 728      | Ligue 1            | EA Guingamp - Olympique lyonnais     | 15 août 2015     |
| 18   | 17 692      | Ligue 1            | EA Guingamp - Stade rennais          | 17 mars 2001     |
| 19   | 17 636      | Ligue 1            | EA Guingamp - Paris SG               | 14 décembre 2014 |
| 20   | 17 623      | Ligue 1            | EA Guingamp - Paris SG               | 25 janvier 2014  |

Par ailleurs, le stade de Roudourou a détenu le record du nombre de spectateurs pour une rencontre de D1 féminine. En effet, pour le compte de la cinquième journée de la saison 2011-2012, En avant Guingamp reçoit l'Olympique lyonnais devant 12 263 spectateurs. Il multiplie alors par plus de deux l'ancien record détenu par la rencontre Paris SG-FCF Juvisy (5 892 spectateurs) disputée au Parc des Princes lors de la saison 2009-2010. La plus grande affluence au stade est pour l’équipe masculine en août 2018 lors de la réception du Paris SG en Ligue 1 et des débuts de la nouvelle star parisienne Neymar.